# Вилле-ди-Пьетрабуньо
Вилле-ди-Пьетрабуньо (фр. Ville-di-Pietrabugno, корс. E Ville di Petrabugnu) — коммуна во Франции, находится в регионе Корсика. Департамент коммуны — Верхняя Корсика. Входит в состав кантона Сан-Мартино-ди-Лота. Округ коммуны — Бастия.
Код INSEE коммуны — 2B353.

## Население
Население коммуны на 2008 год составляло 3179 человек.
| 1962 | 1968 | 1975 | 1982 | 1990 | 1999 | 2008 |
| ---- | ---- | ---- | ---- | ---- | ---- | ---- |
| 642  | 1562 | 1735 | 2827 | 2950 | 2950 | 3179 |

## Экономика
В 2007 году среди 1955 человек в трудоспособном возрасте (15—64 лет) 1425 были экономически активными, 530 — неактивными (показатель активности — 72,9 %, в 1999 году было 69,3 %). Из 1425 активных работали 1295 человек (662 мужчины и 633 женщины), безработных было 130 (62 мужчины и 68 женщин). Среди 530 неактивных 152 человека были учениками или студентами, 184 — пенсионерами, 194 были неактивными по другим причинам.